# 盐务会馆
盐务会馆位于扬州市东关街396-400号，楠木大厅已移建他处，尚存三进古宅。2008年1月，盐务会馆列为扬州市文物保护单位。